# Tetra paraguayská
Tetra paraguayská (Moenkhausia sanctaefilomenae) je sladkovodní ryba z čeledi tetrovitých (Characidae), tvarem podobná tetře velkošupinné (Moenkhausia oligolepis).

## Popis
Trup je vysoký, oválovitě mírně protáhlý a ze stran zploštělý. Tělo má stříbřitě lesklé s poměrně velkými šupinami s tmavou obrubou. V horní části má tělo hnědavý až zelenavý nádech, na bříšku s mírně žlutavým leskem. Na kořeni ocasu je široký černý příčný pás, vpředu lemovaný žlutě lesklým proužkem. Na ocasní ploutvi je černá skvrna stříbřitě olemovaná. Oční duhovka je v horní polovině výrazně krvavě červená. Všechny ploutve jsou téměř čiré s nepatrným kouřově šedým nádechem, hřbetní je u kořene s olivově zbarvená. První paprsky břišní a řitní ploutvičky jsou bílé nebo jen s bílou špičkou. Postranní čára je nepatrně zbarvená tyrkysovým třpytem. Skřele stříbřitě lesklé. Vzhledem k tomu, že se jedná o klidné a bezproblémově chovatelné ryby můžeme je snadno chovat ve společném akváriu s jiným (nejlépe) jihoamerické rybami. Jedním ze základních požadavků chovu tohoto druhu je chov v minimálním počtu 8 kusů rybek. V malých skupinách mohou páry, nebo individuálně chovaní jedinci trpět komplikacemi v sociální chování. Dorůstá délky až 7 cm a dožívá se až 5 roků.
Pohlavní rozdíly u dospělých jedinců jsou dostatečně patrné:
- Samička je celkově robustnější a v bříšku plnější.
- Sameček je štíhlejší.

## Rozšíření
Pochází z Jižní Ameriky a přirozenými lokalitami výskytu jsou vodní toky na území Bolívie, Brazílie, Paraguaye a Uruguaye a to povodí řek Paranaiba v pánvi Paranahyba a Rio Paraguay v Brazílii, horní tok řeky Paraná a povodí São Francisco a dále povodí řeky Uruguay.

## Chov
Obecně platí pro chov tyto údaje:
- Kyselost: pH 5,5 - 8,5
- Tvrdost: 5 - 20° dGH
- Teplota: 22 - 26 °C

Chov v akváriu je bezproblémový. K chovu se je možno použít nádrž už od objemu 50 l. Při chovu většího počtu ryb se doporučuje nádrž větší velikosti, vždy hustě osázená. Tetra paraguayská je klidná, hejnová rybka, někdy je při méně početném hejnu plachá, ráda se zdržuje ve střední a horní vrstvě vodního sloupce. Vhodná do společenských nádrží. Přestože v přírodním prostředí obývají vody spíše měkké a mírně až silně kyselé, na živiny chudé (tzv. černá voda), snášejí dobře i tvrdší a méně kyselou vždy dobře okysličenou vodu. Doporučuje se použití tmavě zbarveného substrátu. Použitím rašeliny nebo starých vylouhovaných (nejen) dubových kořenů ve vodě podpoříme tvorbu huminové kyseliny a tím vytvoříme rybám adekvátní životní podmínky. Žluté až jantarové zabarvení (čisté) vody odpovídá přirozenému prostředí a mj. pomáhá i lépe zvýraznit vybarvení ryb. Stejně jako u mnoha dalších teter se doporučuje použít a to jako úkryt a nebo i pro zastínění akvária (alespoň částečně) plovoucí rostliny.
Tetra paraguayská přijímá jakoukoliv potravu. Jako většina tetrovitých je všežravec – potravou jsou nitěnky, roupice, pakomáří larvy a tzv. patentky, koretry, perloočky, dafnie, buchanky, a to živé nebo i mražené, apod., a suché vločkové krmivo. Krmit je lépe méně, ale častěji, potrava by měla být pestrá. Občasnou součástí by mělo být i rostlinné krmivo. Příležitostně mohou okusovat jemnolisté rostliny nebo jejich mladé výhonky a kořínky – což lze použít i ke krmení – jako např. malý okřehek (Lemna minor) – viz též Okřehkové.

## Rozmnožování
Chovný pár umístíme do menší nádrže bez písku s volně vloženými plovoucími jemnolistými rostlinami, voda polotvrdá (jikry kladou na dno, někdy i na rostliny). Po vytření chovný pár ihned odlovíme. Rybky jsou velmi plodné – jiker bývá 500 až 800 kusů. Potěr se líhne za 36 hodin. Po rozplavání se musí potěr vydatně a pravidelně krmit drobnou živou i sušenou potravou. Plůdek rychle roste. Po 14 dnech je třeba rybky roztřídit podle velikosti, jinak silnější jedinci požerou malé a slabší jedince.